# ماژور ویرا
ماژور ویرا (به پرتغالی: Major Vieira) یک منطقهٔ مسکونی در برزیل است که در سانتا کاتارینا واقع شده‌است. ماژور ویرا ۸٬۱۵۶ نفر جمعیت دارد.